# 有界性 (语法)
语法中，有界性是一种语义特征，与词项指称功能界限的理解有关。:81–88基本地，对于一般词项，能区分其所指的时空范围则是“有界”的，而允许流动、不定的解释的所指则是“无界”的。这个区分主要依赖于词项的所指能否划为不同片段或层次的可分割性。虽然这个特征主要是用来区分名词的可数性和动词的体，实际上还能更广泛地应用于任何词义类别。

## 动词有界性
动词的有界性可通过特定的体表达。
有界性是完成体特有的，如古希腊语不定过去时和西班牙语过去时。英语一般过去时一般表达形成了边界的事件（“我发现了”），但有时也能表达静态动词 （“我知道了”）。
完成体常常包含一个与语境相关的变体，与开始体或起始动词相似，并表达静态动词的开始。

## 名词有界性
名词要想语义地“有界”，它的指代成分无论具象或抽象，必须对其所包括、涉及的项有清晰、明确的范围和主题。结构上，有界和无界名词的区分关联于几个描述性标准。第一个标准是“内部一致性”：有界名词的所指可由不同部分组成，无界名词一般指有一致性的广阔物体。另一个标准是相互关联、有可扩展性和可重复性的概念。无界名词是指“内部同质”的所指，广泛的所指的任何部分都能被分析为名词的一个例子。此外，任何对于广阔物体的移动都不改变名词指其所指的适用范围。这两个特征是有界名词不具备的。
注意名词的有界性不应与可数性混淆。有界性是引申出可数性的底层语义区分。